# West Kootenay South (circonscription britanno-colombienne)
Pour les articles homonymes, voir Kootenay (homonymie).
Circonscription électorale provinciale du Canada
West Kootenay South est une ancienne circonscription provinciale de la Colombie-Britannique représentée à l'Assemblée législative de la Colombie-Britannique de 1898 à 1898.

## Géographie
La circonscription représente une partie de la région de Kootenay dans le sud-est de la province. 
Issue de la division de la circonscription de West Kootenay la circonscription apparaît avec l'augmentation de la population causée par une ruée vers l'argent (silver rush).
La circonscription ne représente qu'une seule législature avant d'être distribuée parmi:
- West Kootenay-Nelson (1898-1900)
  - Nelson City (1903-1912)
    - Nelson
- West Kootenay-Revelstoke (1900-1903)
  - Revelstoke (1903-1963)
- West Kootenay-Rossland (1898-1903)
  -     - Rossland City (1903-1916)
    - Rossland (1916-1920)
- West Kootenay-Slocan (1898-1903)
  - Kaslo (1903-1924)
  - Slocan (1903-1924)
    - Kaslo-Slocan (1924-1963)

## Liste des députés
| 7e | 1894–1898 |  | John Frederick Hume | Opposition |
| Circonscription abolie, voir West Kootenay-Nelson, West Kootenay-Revelstoke, West Kootenay-Rossland et West Kootenay-Slocan |           |  |                     |            |